# صيفرية صفراء
صيفرية صفراء (الاسم العلمي: Flavobacterium xanthum) هي نوع من البكتيريا، سلبية الغرام، تتبع جنس صيفرية.